# 備前屋
合名会社備前屋（ごうめいがいしゃ びぜんや）は、日本の愛知県岡崎市伝馬通にある和菓子メーカー。

## 沿革
- 1782年（天明2年） - 岡崎宿伝馬町で創業[1]。
- 1800年（寛政12年） - 「きさらぎ」の販売開始[2]。
- 1868年（明治元年） - 「あわ雪」の販売開始。
- 1970年（昭和45年） - 本社工場建設。
- 1981年（昭和56年） - 根石工場建設。

## 名前の由来
「備前屋」の「備前」は、創業（天明2年（1782年））当時岡崎城内にあった「備前曲輪」を由来としたものと言われる。「備前曲輪」は現在の岡崎市康生通西2丁目近辺にあった。備前曲輪の「備前」は、徳川家康に仕えた伊奈忠次の官職「備前守」を由来とする。

## ギャラリー

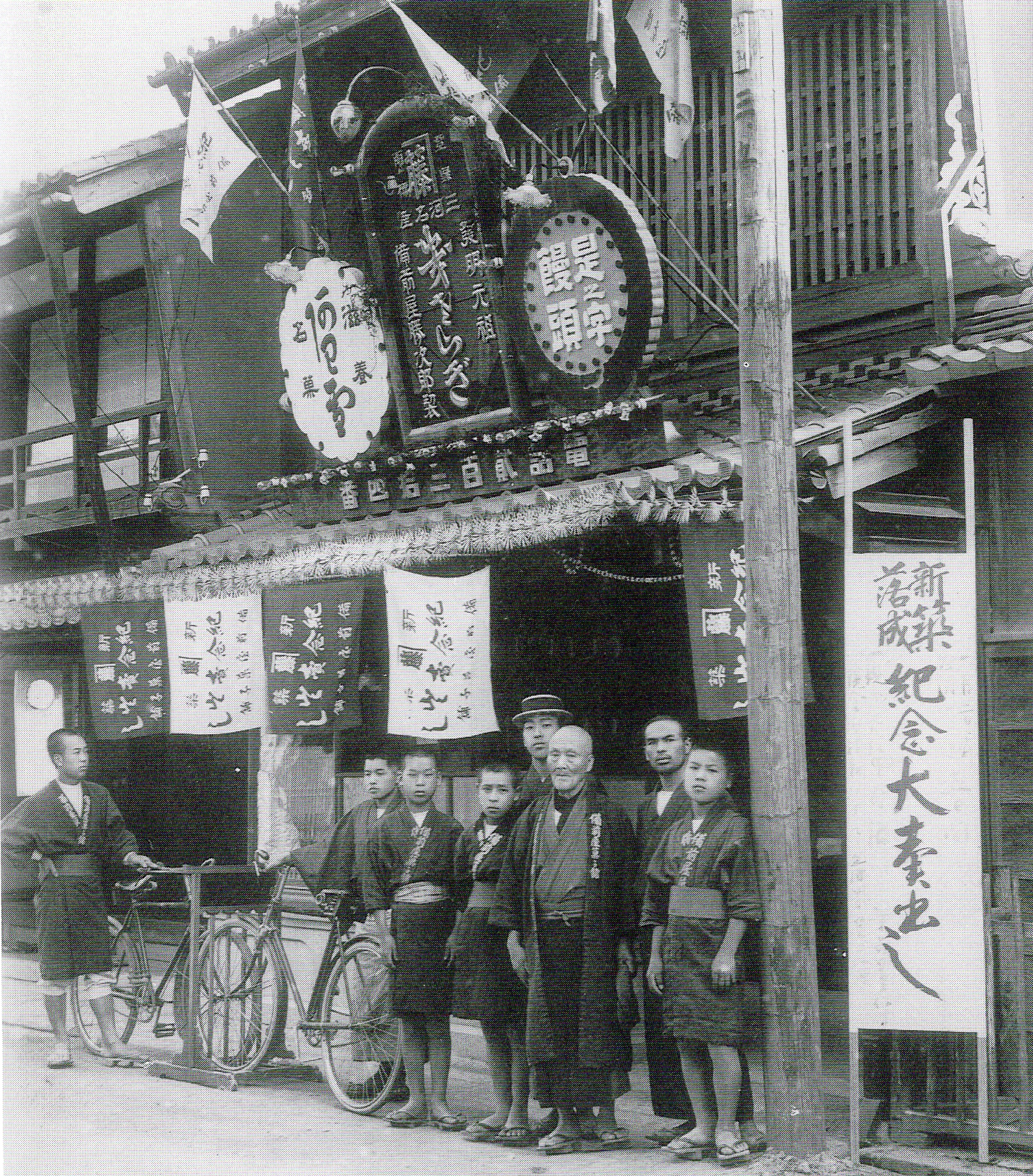
新築落成の記念大売り出し（1912年（明治45年））。カンカン帽をかぶっているのが六代目の主人[4]。
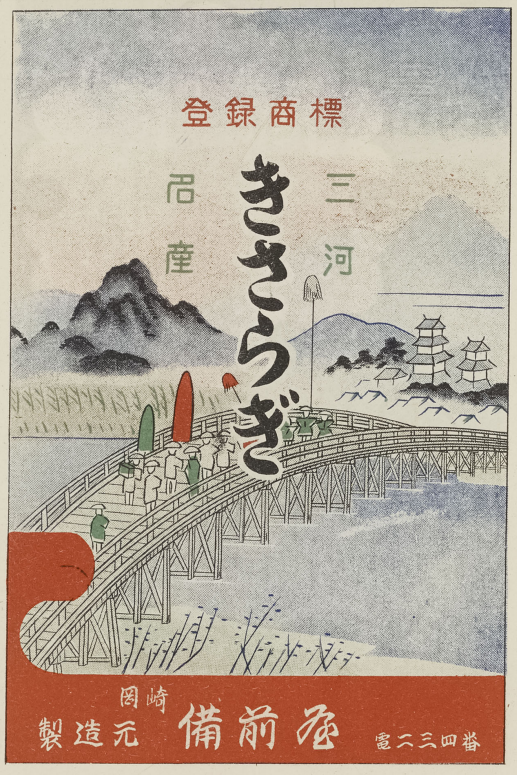
寛政12年（1800年）から売り出された「きさらぎ」
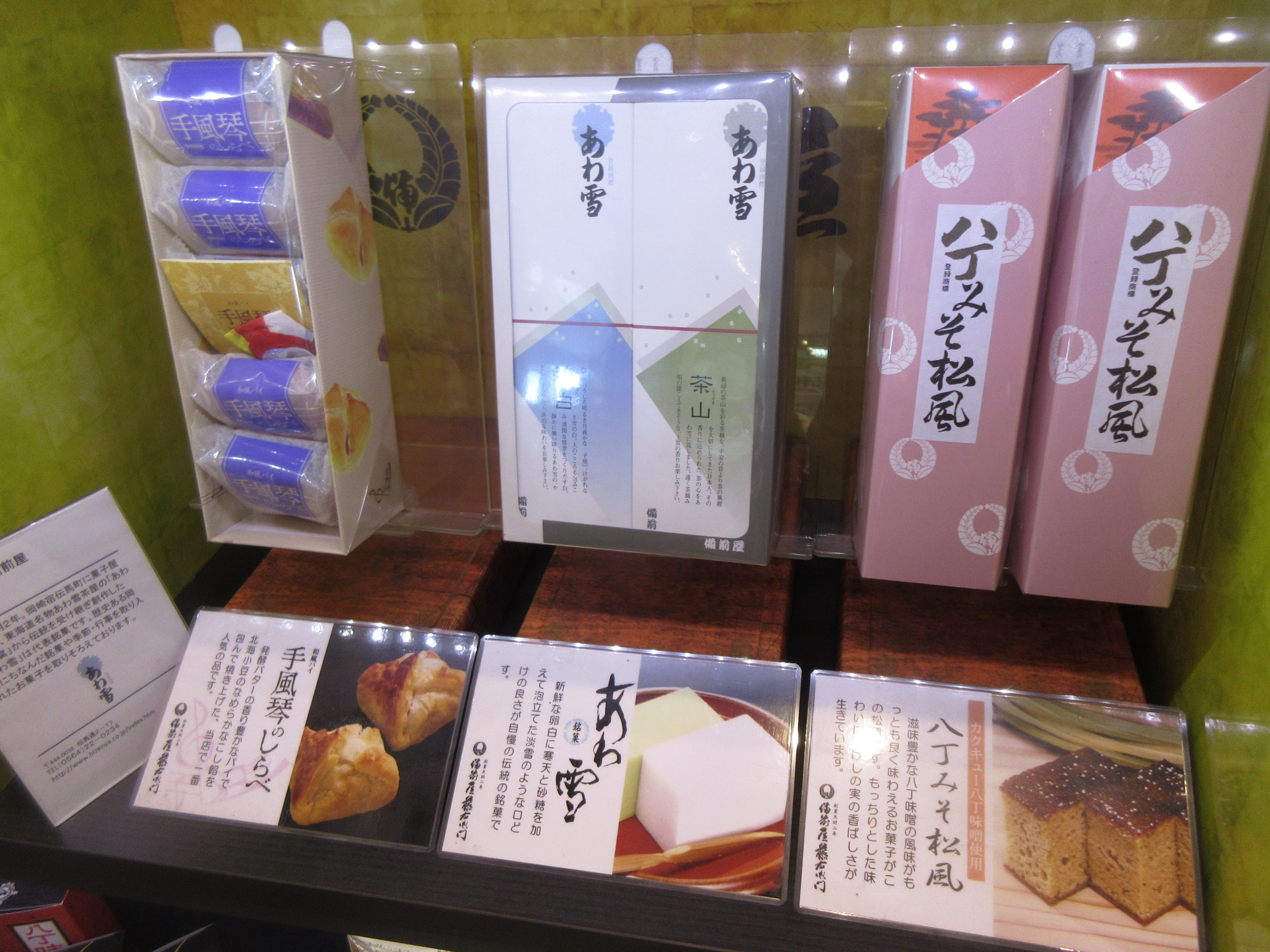
備前屋の主力商品
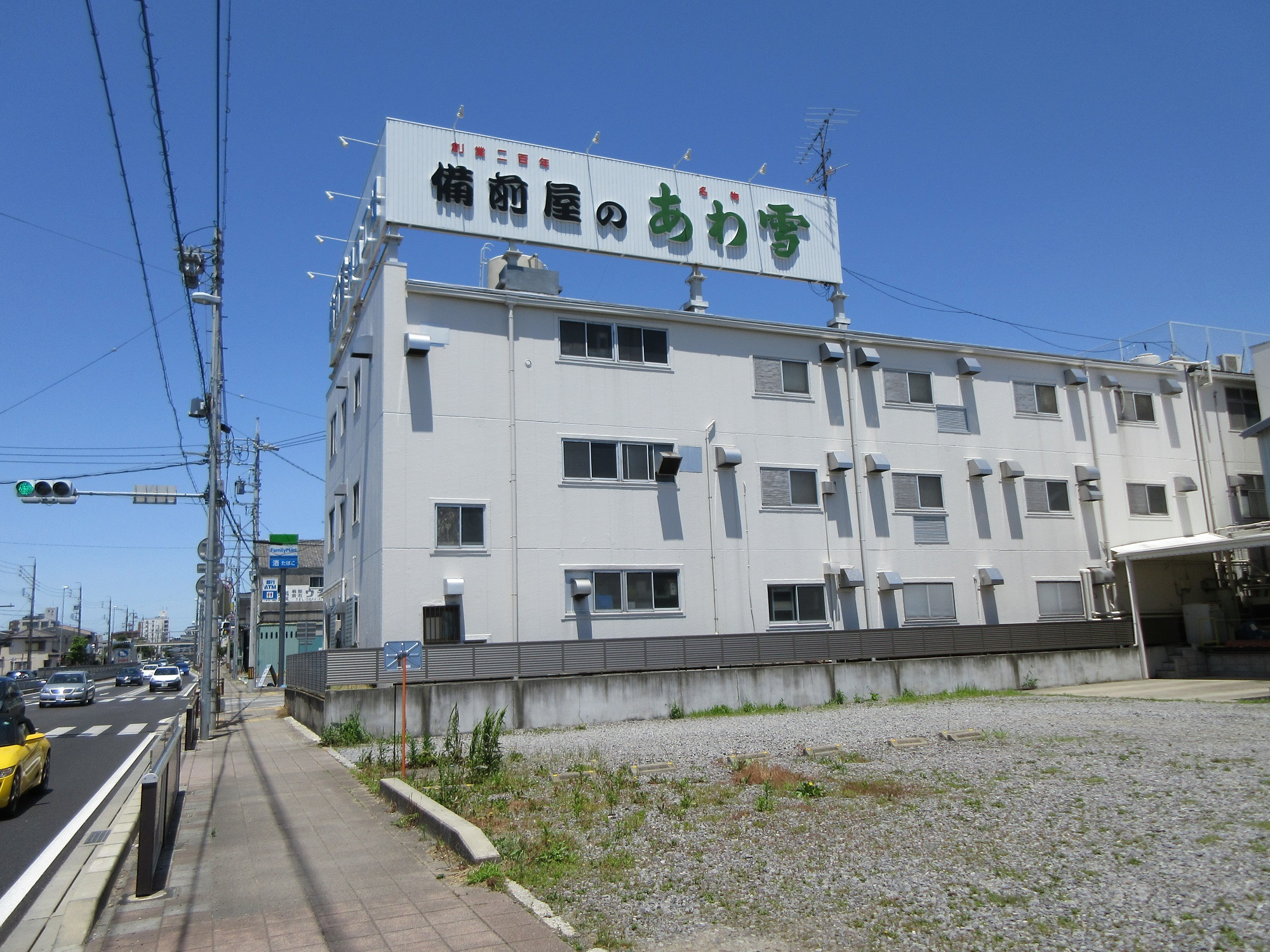
国道1号沿いにある根石工場
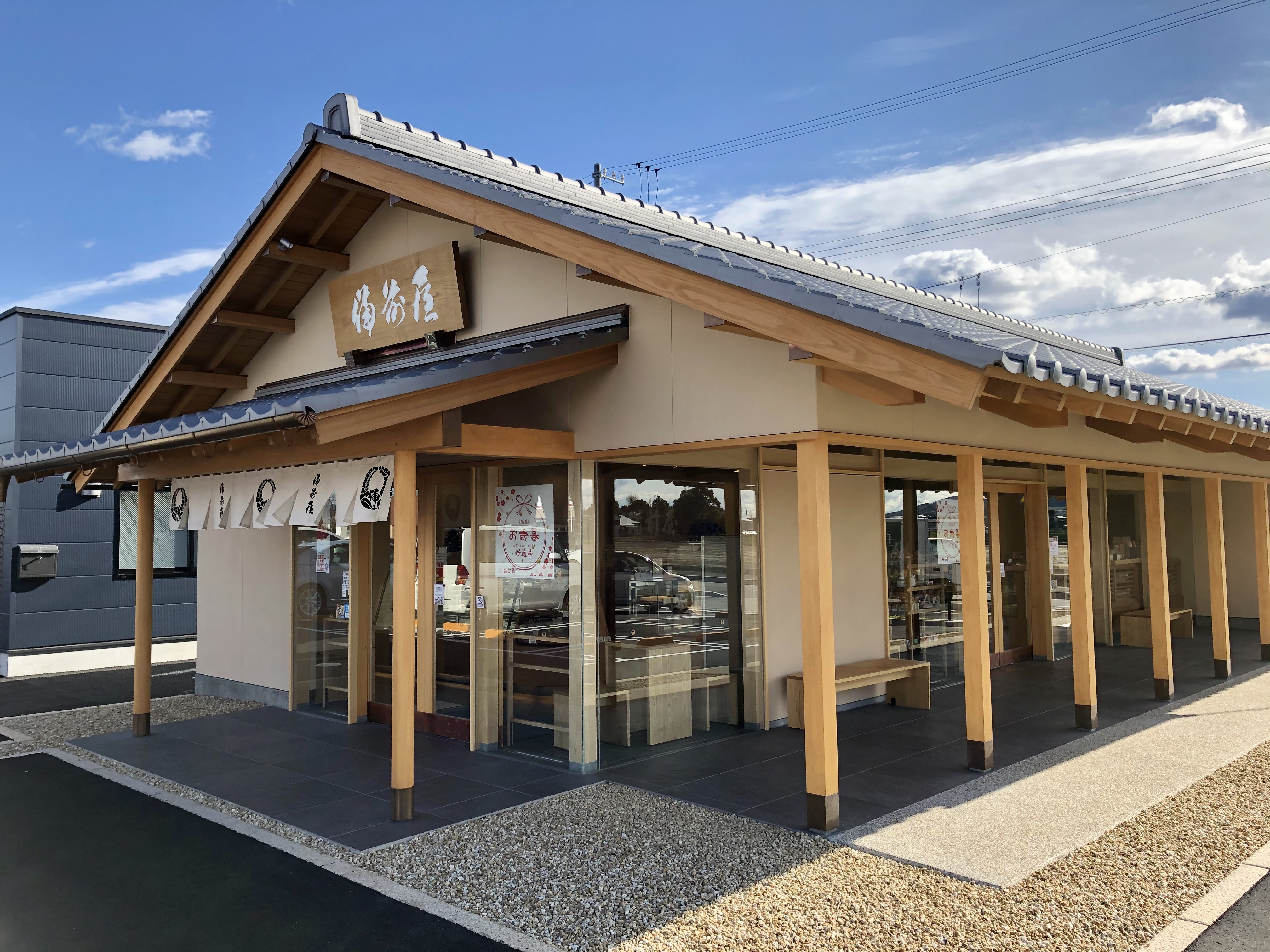
備前屋岡崎南店（岡崎市針崎町）

## 主力商品
- あわ雪  - 岡崎宿名物であった、あわ雪茶屋のあわ雪豆腐が、時代ともに忘れられていくのを惜しんで三代目藤右衛門が創作。
- きさらぎ - 古くから三河地方の家庭で冬のおやつとして作られていたおへぎを元に作られた菓子。
- 手風琴のしらべ - 発酵バターの風味が効いた、こし餡入りの和風パイ。手風琴とは、アコーディオンの和名のことで、和洋折衷の菓子であることを示している。箱入りの商品には紙風船が一個封入されている。
- 二十七曲りせんべい - 波うったワッフル生地にクリームを挟んだ菓子。「岡崎二十七曲り」[5]にちなむ。
- いが饅頭 - 雛祭りに食べられている西三河地方の郷土菓子。節分の頃から3月中旬まで限定販売。